# Starstreak
A Starstreak (más néven Starstreak HVM vagy ForceSHIELD) egy brit fejlesztésű, rövid hatótávolságú légvédelmi rakétarendszer, amelyet a francia Thales Air Defence konszern észak-írországi részlege fejleszt és gyárt Belfastban.
A rakétarendszer úgynevezett félaktív parancsközlő rávezetést (SACLOS, Semi-automatic Command to Line of Sight) alkalmaz, vagyis a kezelőnek folyamatosan a célon kell tartania az irányzékot a becsapódásig. Ezen megoldás előnye, hogy nagy fokú zavarvédettséggel rendelkezik. Hátránya azonban az elterjedtebb fire-and-forget rendszerű infravörös rávezetésű rakétákkal szemben, hogy képzettebb kezelőkre van szükség, akik nem tudnak az indítás után fedezékbe vonulni. A rendszer másik érdekessége, hogy egységes robbanófej helyett három nyíllövedéket használ a célpont megsemmisítéséhez. Indítást követően a rakéta a hangsebesség több mint háromszorosára gyorsul, amellyel a leggyorsabb rövid hatótávolságú légvédelmi rakéta a védelmi iparban. A gyorsítórakéta kiégése és leválása után ezek a robbanóanyaggal töltött és irányított volfrám nyilak csapódnak a célpontba. A rendszer hatótávolsága mintegy 7 km.
Jelenleg 5 ország hadereje alkalmazza. A orosz–ukrán háború során Ukrajna hadisegély keretében rendszeresített ilyen típusú rakétarendszert, 2022 márciusi hírek szerint.A bevetésükről számos videó tanúskodik.

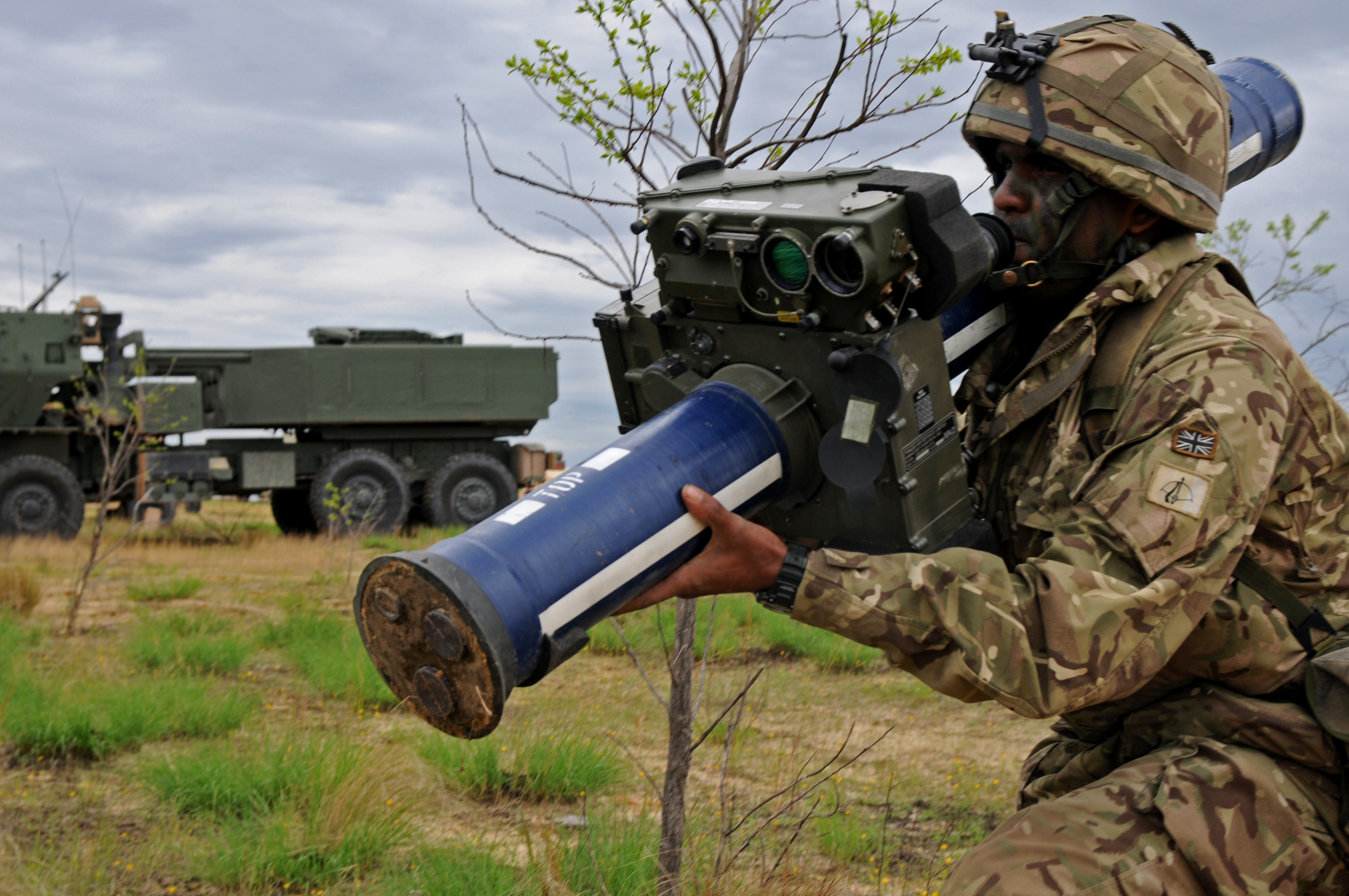
Hordozható változat
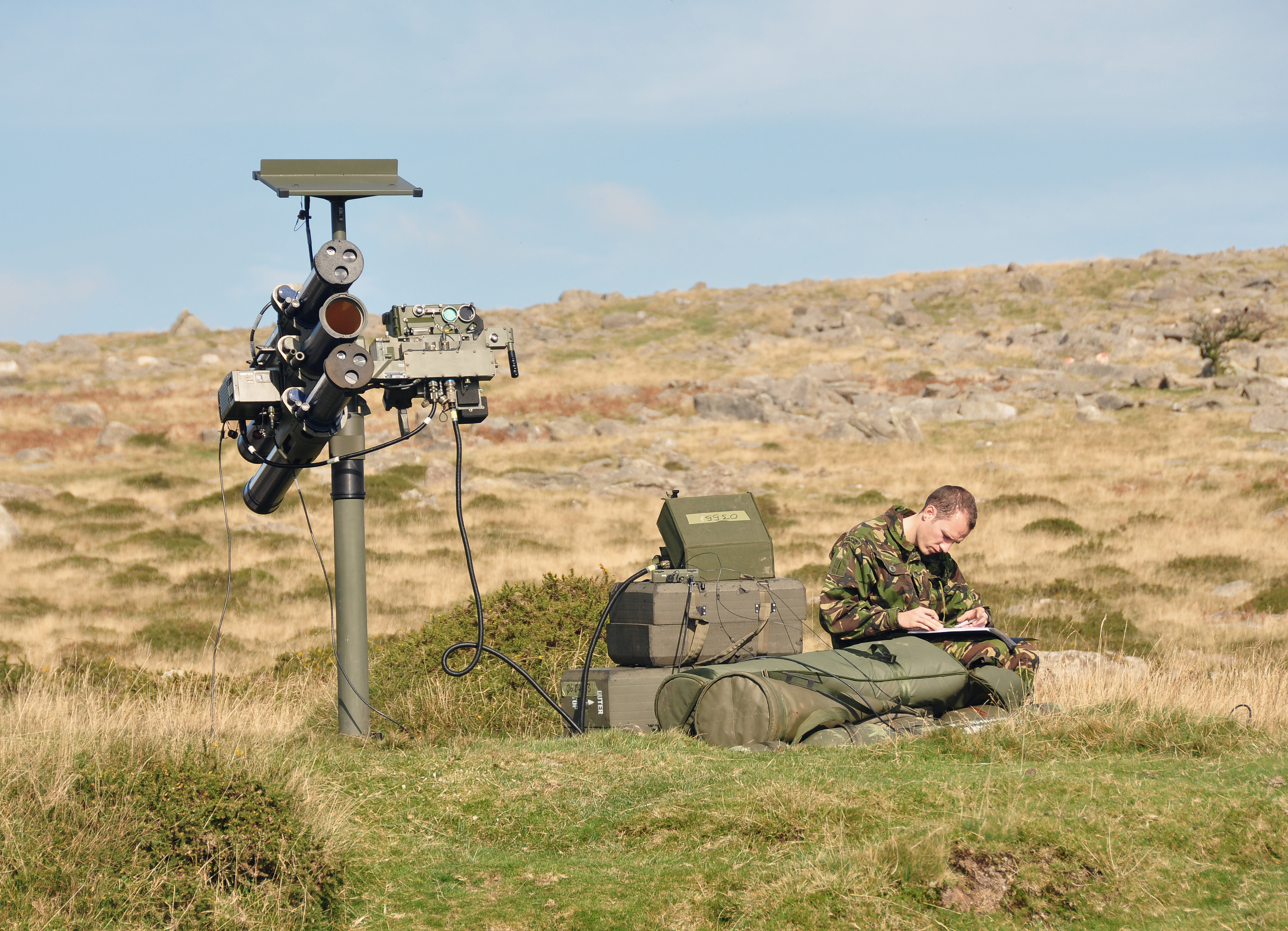
Telepített változat
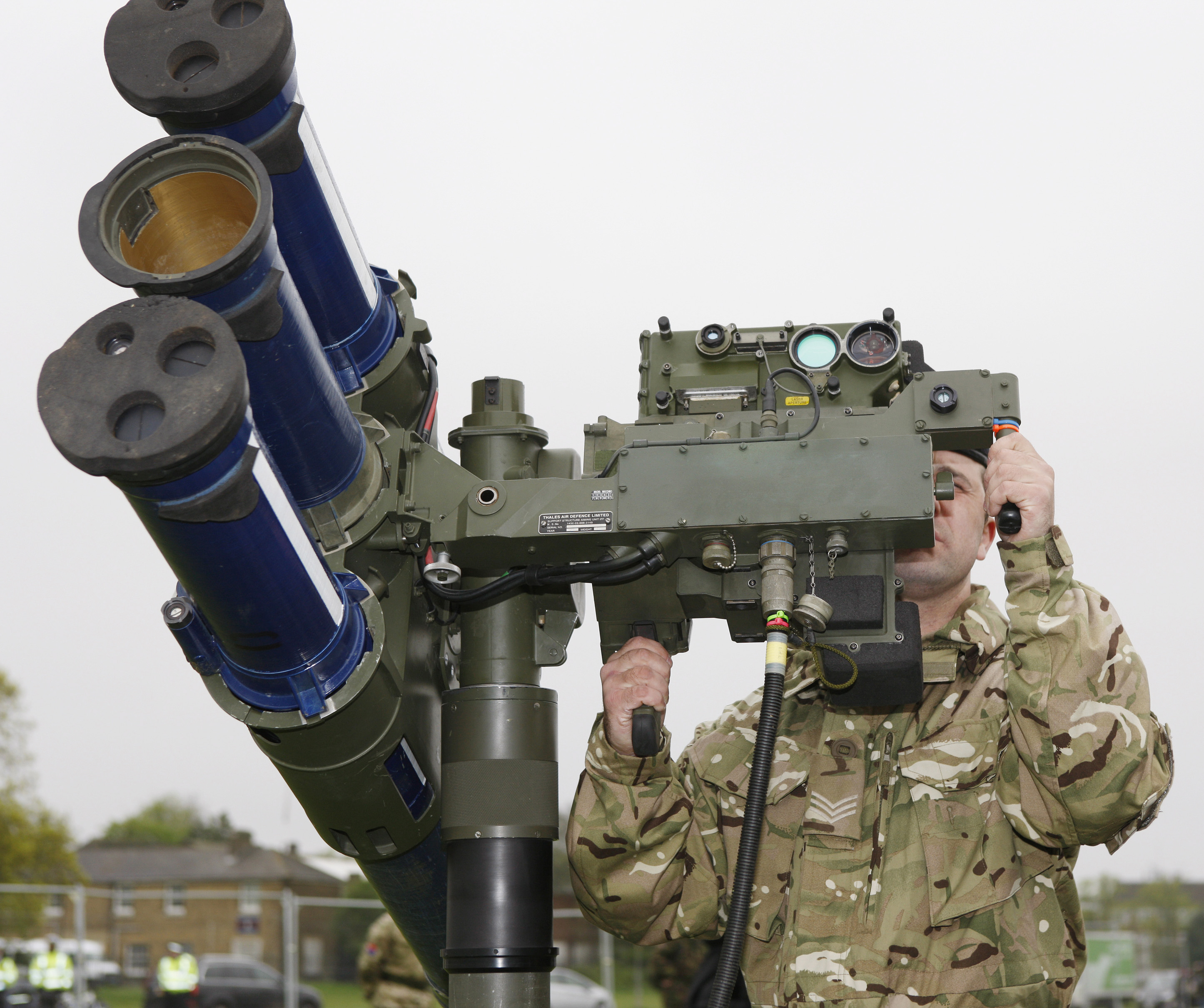
Irányzás közben
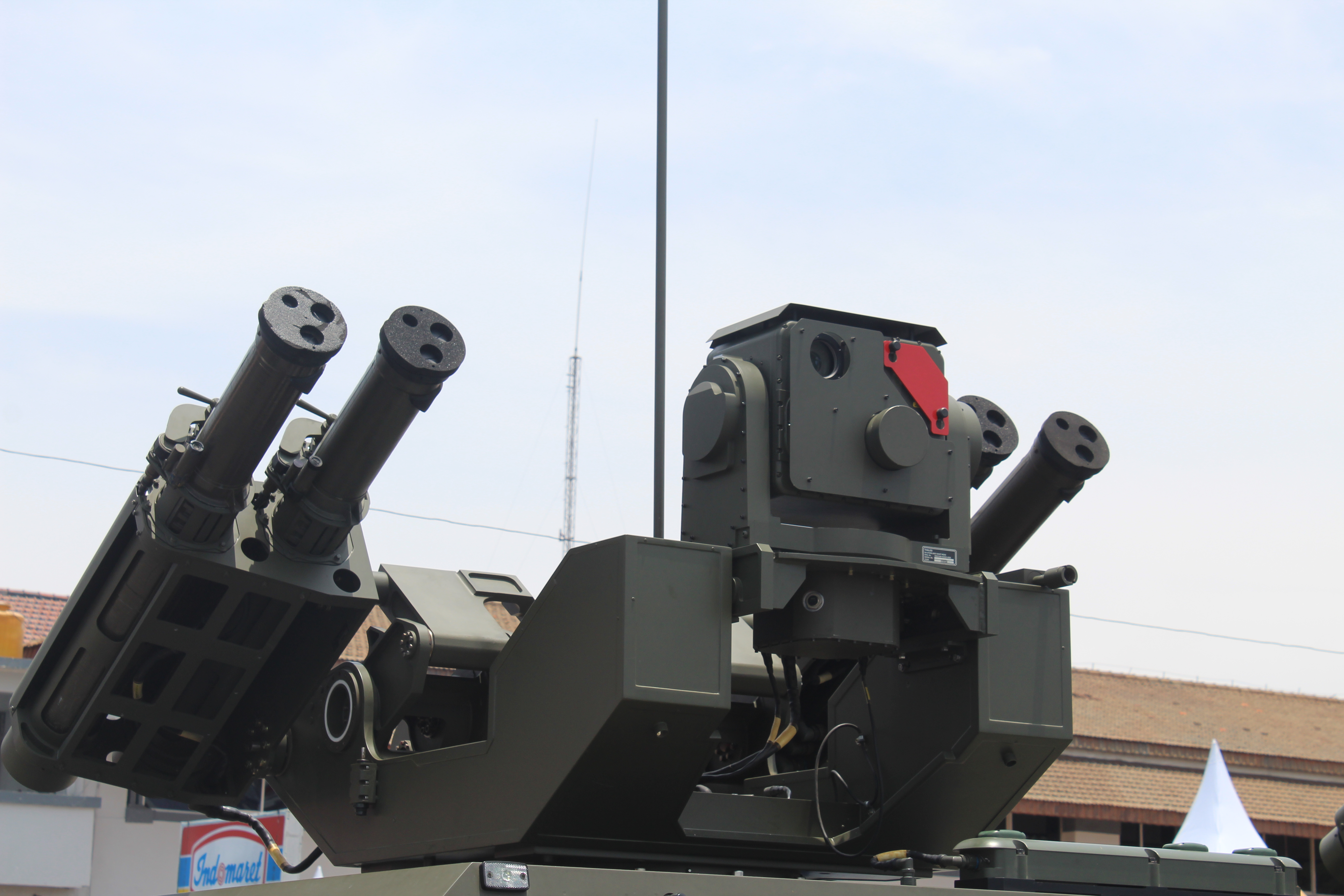
Egy URO VAMTAC járműre telepített Starstreak rendszer
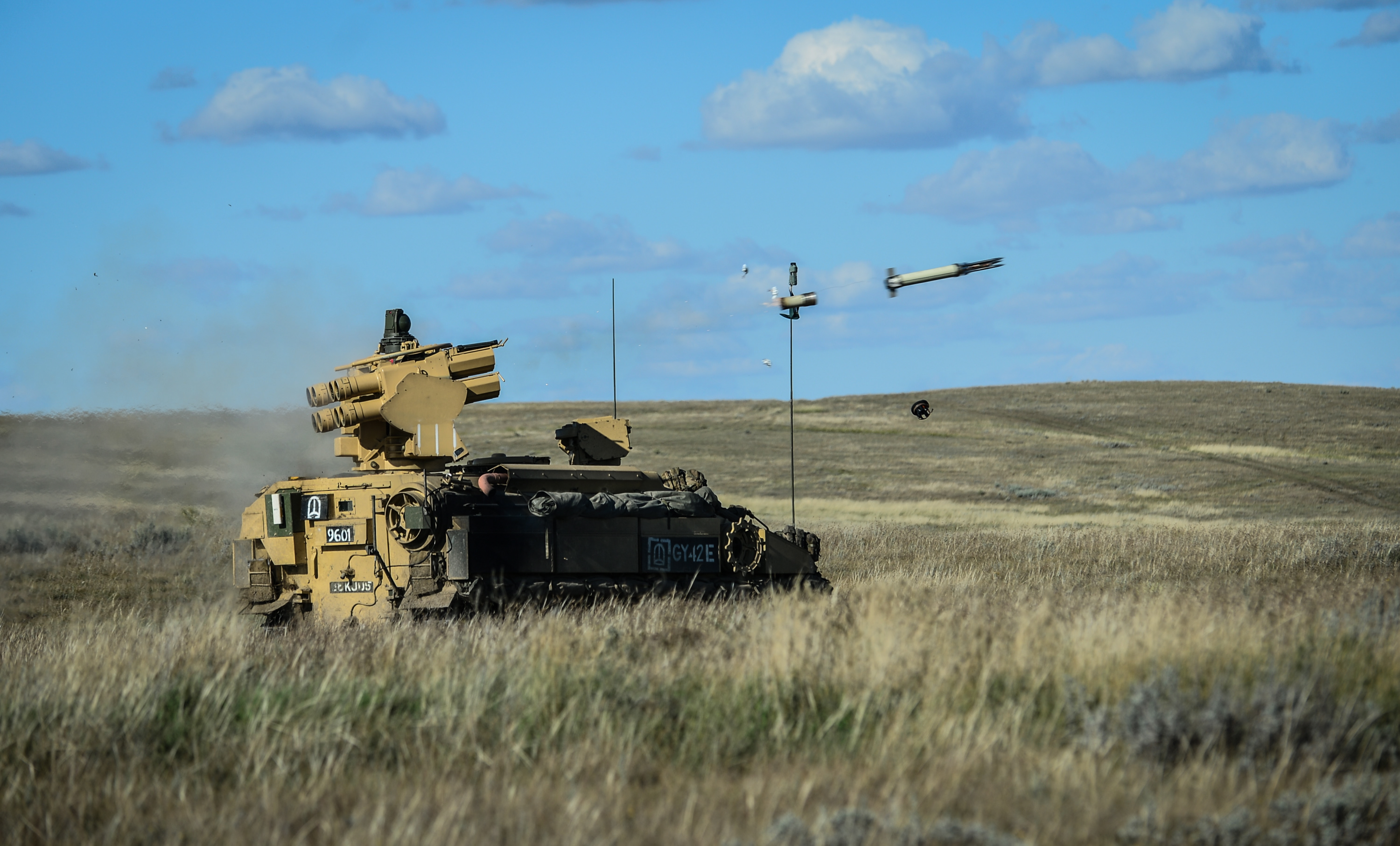
Kilövés